# Агнес Покельс

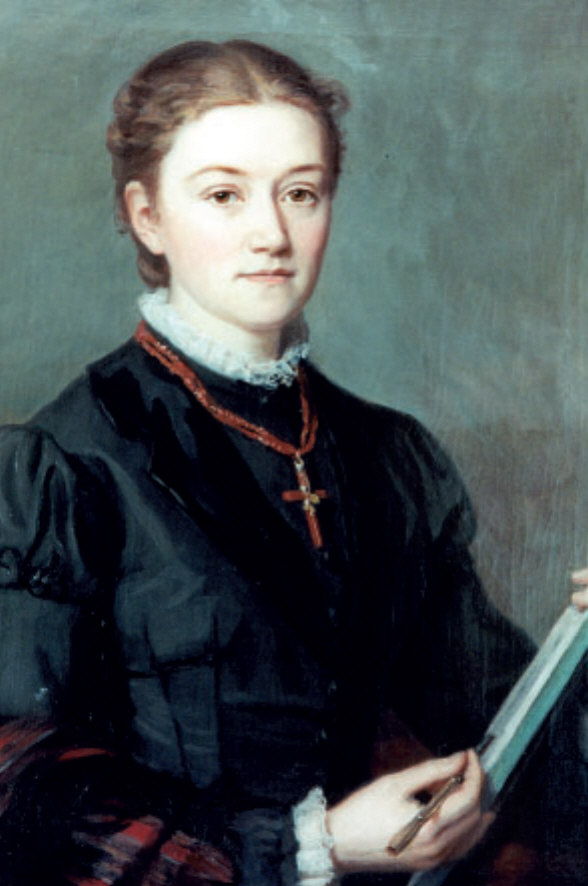
Агнес Покельс, 1892

Агнес Луїза Вільгельмін Покельс (народилася 14 лютого 1862 року у Венеції, померла 21 листопада 1935 року в Брауншвейгу) — німецька вчена, фізик, хімік — самоучка, піонер досліджень явищ на поверхні рідин.

## Життєпис
Агнес Покельс народилася в 1862 році у Венеції, де в той час перебував її батько Теодор Покельс як офіцер австрійської армії. У 1865 році народився її брат Фрідріх (Фріц) Покельс, пізніше німецький фізик, який займався оптикою і відкрив ефект Покельса.
У 1871 році сім'я переїхала в Брауншвейг, і там Агнес відвідувала муніципальну середню школу для дівчаток в 1872-77 рр. — це була єдине формальне навчання в її житті. У той час у Німеччині до університетів не приймали жінок, і коли з'явилася така можливість, батьки Агнес не погодилися на навчання. Вона не отримувала доступу до наукових підручників і наукової літератури до 1883 року, коли Фріц почав свої фізичні заняття. Агнес Покельс жила в Брауншвейгу до кінця життя, займаючись будинком та господарством і піклуючись про хворих батьків.

## Наукова робота
Її експерименти з поверхневими шарами, які вона почала у віці 18 років, Агнес Покельс проводила на домашній кухні; спочатку її вразило формування піни і поверхневих мембран на брудній воді під час миття посуду .
Їй вдалося опублікувати результати цих експериментів лише в 1891 році, коли вона писала лорду Релею, завдяки чому переклад її листа друкувався в «Nature». Вона описала в цій статті свій вимірювальний прилад (рання версія ванни Ленгмюра-Блоджетта), що дозволяє досліджувати взаємозв'язок між поверхневим натягом, товщиною шару і наявністю домішок і отриманими з ним результатами.
У 1891—1918 рр. Покельс опублікувала чотирнадцять робіт, у «Nature», Naturwissenschaftliche Rundschau, Annalen der Physik, Physikalische Zeitschrift і Die Naturwissenschaften. Її дослідження призупинила Перша світова війна, і після 1918 р. Ангес Покельс опублікувала лише дві роботи (Вимірювання поверхневого натягу з рівновагою (1926) " Наука " 64, 304 і Über die Abhängigkeit der Benetzbarkeit fester Körper von der Berührungsdauer (1933) «Коллоїд»-Zeitschrift ", 62, 1).
Громадське визнання досягнень Агнес Покельс: у 1931 році вона отримала щорічну німецьку нагороду Kolloidgesellschaft, а в 1932 році отримала звання почесного доктора в Технічному університеті Брауншвейга .